# Tatra-Jug K-1E6
Tatra-Jug K-1E6 – wysokopodłogowy dwuczłonowy tramwaj wyprodukowany przez Tatra-Jug dla Aleksandrii w Egipcie. 